# Mizotrechus
Mizotrechus is een geslacht van kevers uit de familie van de loopkevers (Carabidae). De wetenschappelijke naam van het geslacht is voor het eerst geldig gepubliceerd in 1872 door Bates.

## Soorten
Het geslacht Mizotrechus omvat de volgende soorten:
- Mizotrechus batesi Erwin, 2011
- Mizotrechus bellorum Erwin, 2011
- Mizotrechus belvedere Erwin, 2011
- Mizotrechus brulei Erwin, 2011
- Mizotrechus chontalesensis Erwin, 2011
- Mizotrechus costaricensis Erwin, 2011
- Mizotrechus dalensi Erwin, 2011
- Mizotrechus edithpiafae Erwin, 2011
- Mizotrechus fortunensis Erwin, 2011
- Mizotrechus gorgona Erwin, 2011
- Mizotrechus grossus Erwin, 2011
- Mizotrechus jefe Erwin, 2011
- Mizotrechus marielaforetae Erwin, 2011
- Mizotrechus minutus Erwin, 2011
- Mizotrechus neblinensis Erwin, 2011
- Mizotrechus novemstriatus Bates, 1872
- Mizotrechus poirieri Erwin, 2011
- Mizotrechus woldai Erwin, 2011